# 캐딜락 ATS

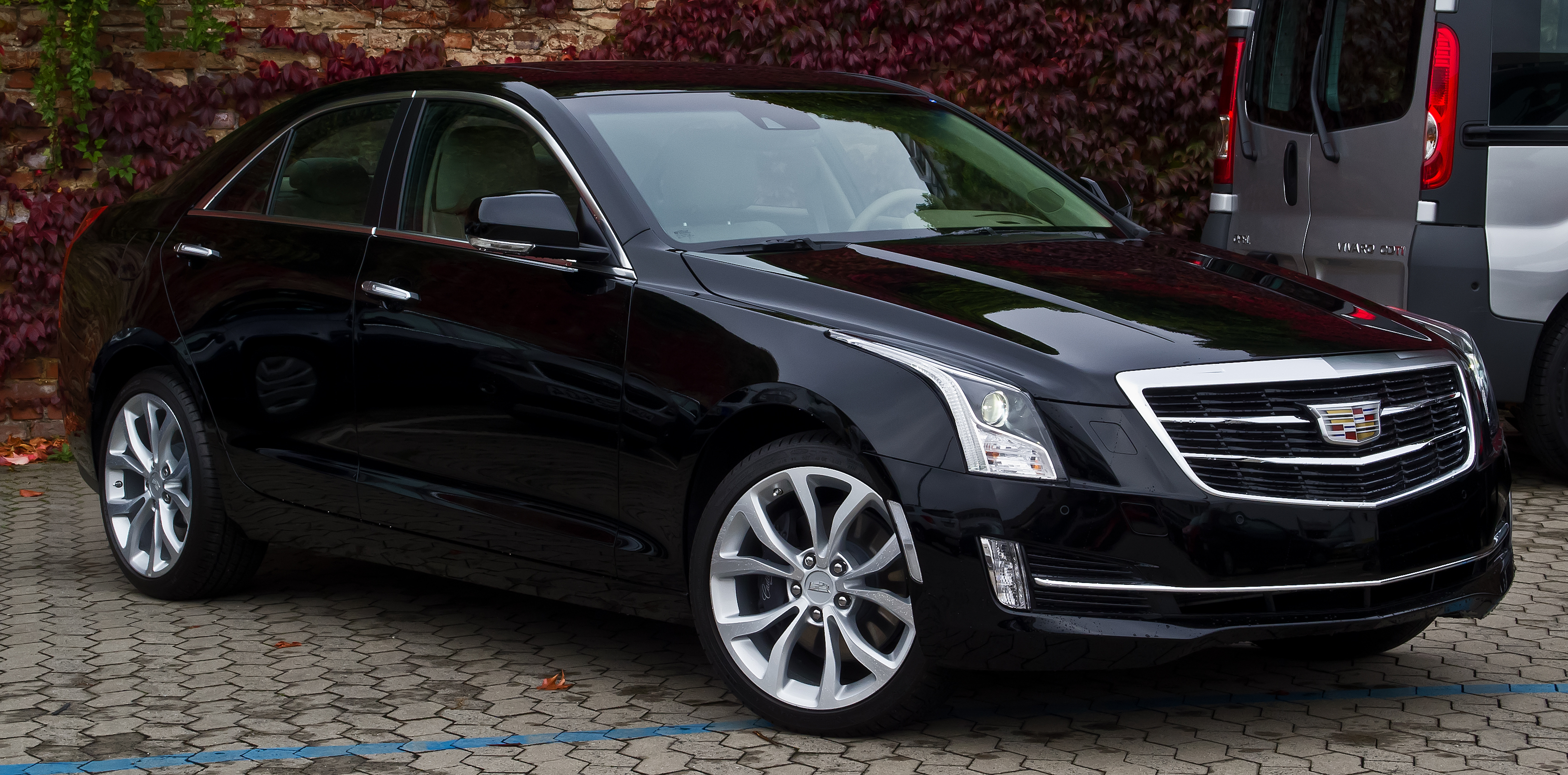
캐딜락 ATS(세단) 정측면

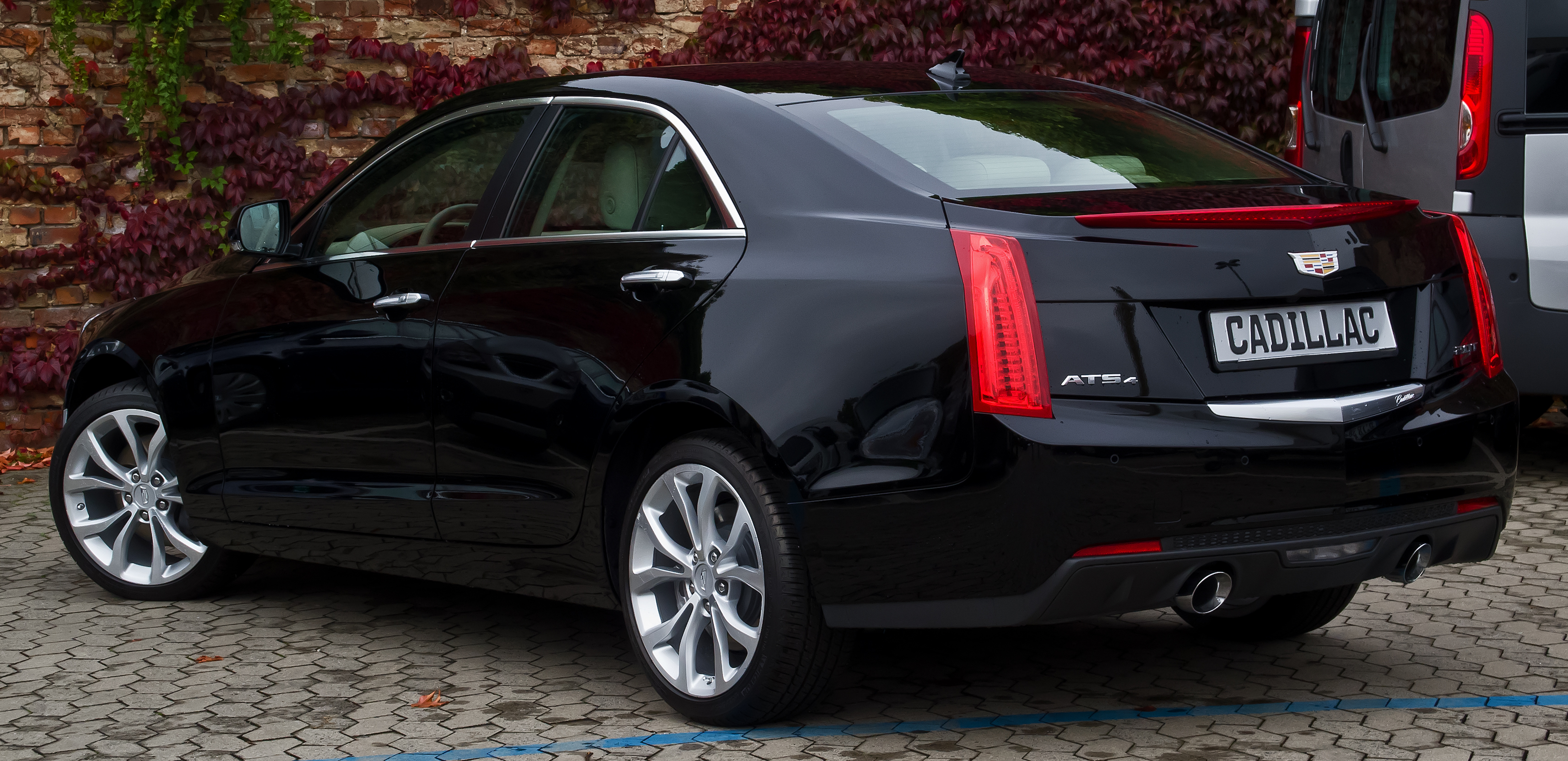
캐딜락 ATS(세단) 후측면

캐딜락 ATS(영어: Cadillac ATS)는 캐딜락의 중형차이다. 2012년 1월에 첫 선을 보였으며, 2010년에 판매 부진으로 단종된 BLS의 후속 차종으로 출시되었다. 2013년에는 잡지 에스콰이어가 올해의 차로 선정했고, 북아메리카 올해의 차로 선정됐다.
바디 타입의 경우 세단이 먼저 선보였으며, 이후 2014년 여름에 쿠페가 추가되었다. 중국 공략 모델인 ATS-L과 고성능 모델 ATS-V가 있다.
2015년형 모델은 부분변경을 거쳐 출시되었는데, 그릴이 더 커졌으며 월계수가 사라지고 방패 모양의 문장의 폭이 더 넓어진 로고를 적용했다.
2016년형 모델은 외관상으로는 후면의 레터링을 트렁크 후드 아래쪽에서 위쪽으로 옮겼다는 점만 달라졌을 뿐이고, 파워트레인은 기존 6단 자동(6L45) 변속기 대신 새로워진 8단 자동(8L45) 변속기를 사용하면서 더욱 빨라진 변속 속도와 더 향상된 동력 전달효율, 그리고 소폭 상승한 연비를 얻게 되었다.
BMW 3시리즈를 벤치마킹해서 개발한 차량 답게 거동이 매우 민첩하고 핸들링이 직관적인 드라이빙 특성을 지니고 있다. 스티어링 휠 조작에 따른 차량의 움직임이 굉장히 즉각적이고 코너를 날카롭게 공략할 수 있으며, 상위 트림인 프리미엄 트림에서는 현존하는 가장 진보된 댐퍼인 MRC(1000분의 1초마다 노면을 읽으며 댐퍼의 압력을 조절하여 항상 타이어의 접지력을 최적의 상태로 유지하는 서스펜션. 페라리 458과 아우디 R8 등 세계 유수의 초고성능 차량들이 애용한다.) 댐퍼와 LSD(Limited Slip Differential, 차동 제한 장치)의 적용으로 D세그먼트의 스포츠 세단의 교과서와도 같은 BMW 3시리즈보다 서킷에서 더 빠른 랩타임을 기록하는 기염을 토해내며(동급 엔진 기준) 개발 단계부터 독일 뉘르부르크링 노르드슐라이페 서킷에서 갈고 닦은 운동성능을 자랑한다.
2019년 말에 후속 차종인 CT4로 대체될 예정이다.

## 경쟁 차량
- 제네시스 - G70
- 벤츠 - C 클래스
- BMW - 3 시리즈
- 아우디 - A4
- 렉서스 - IS
- 인피니티 - Q50
- 재규어 - XE
- 볼보 - S60
- 알파 로메오 - 줄리아